# Tenis en Latinoamérica
El tenis es un popular deporte en Latinoamérica, particularmente en Argentina y Chile. Además de estas dos potencias, Brasil y Ecuador han conseguido tenistas de élite a nivel profesional. El chileno Marcelo Ríos fue el primer latinoamericano de la historia en lograr el número uno de la clasificación ATP en 1998, seguido del brasileño Gustavo Kuerten en 2000. Además el argentino Guillermo Vilas logró el segundo puesto de la clasificación y obtuvo numerosos récords y logros. 

## Mejor clasificación ATP[4]
| Individuales masculinos | Individuales masculinos | Individuales masculinos |
| Pos.                    | Tenista                 | Año                     |
| ----------------------- | ----------------------- | ----------------------- |
| 1.º                     | Marcelo Ríos            | 1998                    |
| 1.º                     | Gustavo Kuerten         | 2000                    |
| 2.º                     | Guillermo Vilas         | 1975                    |
| 3.º                     | Guillermo Coria         | 2004                    |
| 3.º                     | David Nalbandian        | 2006                    |
| 3.º                     | Juan Martín del Potro   | 2018                    |
| 4.º                     | Raúl Ramírez            | 1976                    |
| 4.º                     | José Luis Clerc         | 1981                    |
| 4.º                     | Andrés Gómez            | 1990                    |
| 5.º                     | Gastón Gaudio           | 2005                    |
| 5.º                     | Fernando González       | 2007                    |
| 6.º                     | Nicolás Lapentti        | 2000                    |
| 8.º                     | Alberto Mancini         | 1989                    |
| 8.º                     | Guillermo Cañas         | 2005                    |
| 8.º                     | Diego Schwartzman       | 2020                    |
| 9.º                     | Víctor Pecci            | 1980                    |
| 9.º                     | Nicolás Massú           | 2004                    |
| 9.º                     | Mariano Puerta          | 2005                    |
| 10.º                    | Martín Jaite            | 1990                    |
| 10.º                    | Juan Mónaco             | 2012                    |
| 11.º                    | Franco Squillari        | 2000                    |
| 12.º                    | Hans Gildemeister       | 1980                    |
| 13.º                    | Guillermo Pérez Roldán  | 1988                    |
| 14.º                    | Jaime Fillol            | 1974                    |
| 15.º                    | Juan Ignacio Chela      | 2004                    |
| 16.º                    | Agustín Calleri         | 2003                    |
| 16.º                    | Nicolás Jarry           | 2024                    |
| 17.º                    | Christian Garín         | 2021                    |
| 18.º                    | Jaime Yzaga             | 1989                    |
| 18.º                    | Sebastián Báez          | 2024                    |
| 18.º                    | Francisco Cerúndolo     | 2025                    |
| 19.º                    | Pablo Cuevas            | 2016                    |
| 19.º                    | Alejandro Tabilo        | 2024                    |
| 20.º                    | José Acasuso            | 2006                    |
| 20.º                    | Guido Pella             | 2019                    |

| Tenista               | Semanas |
| --------------------- | ------- |
| Guillermo Vilas       | 493     |
| Juan Martín del Potro | 300     |
| David Nalbandian      | 232     |
| José Luis Clerc       | 190     |
| Andrés Gómez          | 180     |
| Gustavo Kuerten       | 175     |
| Marcelo Ríos          | 171     |
| Raúl Ramírez          | 151     |
| Guillermo Coria       | 145     |
| Fernando González     | 89      |

| Año  | Tenista                | Puesto |
| ---- | ---------------------- | ------ |
| 1973 | Jaime Fillol           | 17.°   |
| 1974 | Guillermo Vilas        | 5.°    |
| 1975 | Guillermo Vilas        | 2.°    |
| 1976 | Guillermo Vilas        | 6.°    |
| 1977 | Guillermo Vilas        | 2.°    |
| 1978 | Guillermo Vilas        | 3.°    |
| 1979 | Guillermo Vilas        | 6.°    |
| 1980 | Guillermo Vilas        | 5.°    |
| 1981 | José Luis Clerc        | 5.°    |
| 1982 | Guillermo Vilas        | 4.°    |
| 1983 | José Luis Clerc        | 8.°    |
| 1984 | Andrés Gómez           | 5.°    |
| 1985 | Andrés Gómez           | 15.°   |
| 1986 | Andrés Gómez           | 10.°   |
| 1987 | Andrés Gómez           | 11.°   |
| 1988 | Guillermo Pérez-Roldán | 18.°   |
| 1989 | Alberto Mancini        | 9.°    |
| 1990 | Andrés Gómez           | 6.°    |

| Año  | Tenista               | Puesto |
| ---- | --------------------- | ------ |
| 1991 | Alberto Mancini       | 22.°   |
| 1992 | Alberto Mancini       | 31.°   |
| 1993 | Jaime Yzaga           | 31.°   |
| 1994 | Jaime Yzaga           | 31.°   |
| 1995 | Marcelo Ríos          | 25.°   |
| 1996 | Marcelo Ríos          | 11.°   |
| 1997 | Marcelo Ríos          | 10.°   |
| 1998 | Marcelo Ríos          | 2.°    |
| 1999 | Gustavo Kuerten       | 5.°    |
| 2000 | Gustavo Kuerten       | 1.°    |
| 2001 | Gustavo Kuerten       | 2.°    |
| 2002 | David Nalbandian      | 12°    |
| 2003 | Guillermo Coria       | 5.°    |
| 2004 | Guillermo Coria       | 7.°    |
| 2005 | David Nalbandian      | 6.°    |
| 2006 | David Nalbandian      | 8.°    |
| 2007 | Fernando González     | 7.°    |
| 2008 | Juan Martín del Potro | 9.°    |

| Año  | Tenista               | Puesto |
| ---- | --------------------- | ------ |
| 2009 | Juan Martín del Potro | 5.°    |
| 2010 | Juan Mónaco           | 28.°   |
| 2011 | Juan Martín del Potro | 11.°   |
| 2012 | Juan Martín del Potro | 7.°    |
| 2013 | Juan Martín del Potro | 5.°    |
| 2014 | Leonardo Mayer        | 28.°   |
| 2015 | Leonardo Mayer        | 35.°   |
| 2016 | Pablo Cuevas          | 22.°   |
| 2017 | Juan Martín del Potro | 11.°   |
| 2018 | Juan Martín del Potro | 5.°    |
| 2019 | Diego Schwartzman     | 14.°   |
| 2020 | Diego Schwartzman     | 9.°    |
| 2021 | Diego Schwartzman     | 13.°   |
| 2022 | Diego Schwartzman     | 25.°   |
| 2023 | Nicolás Jarry         | 19.°   |
| 2024 | Alejandro Tabilo      | 23.°   |

| Año  | Tenista                | Puesto |
| ---- | ---------------------- | ------ |
| 1973 | Jaime Fillol           | 17.°   |
| 1974 | Guillermo Vilas        | 5.°    |
| 1975 | Guillermo Vilas        | 2.°    |
| 1976 | Guillermo Vilas        | 6.°    |
| 1977 | Guillermo Vilas        | 2.°    |
| 1978 | Guillermo Vilas        | 3.°    |
| 1979 | Guillermo Vilas        | 6.°    |
| 1980 | Guillermo Vilas        | 5.°    |
| 1981 | José Luis Clerc        | 5.°    |
| 1982 | Guillermo Vilas        | 4.°    |
| 1983 | José Luis Clerc        | 8.°    |
| 1984 | Andrés Gómez           | 5.°    |
| 1985 | Andrés Gómez           | 15.°   |
| 1986 | Andrés Gómez           | 10.°   |
| 1987 | Andrés Gómez           | 11.°   |
| 1988 | Guillermo Pérez-Roldán | 18.°   |
| 1989 | Alberto Mancini        | 9.°    |
| 1990 | Andrés Gómez           | 6.°    |

| Año  | Tenista               | Puesto |
| ---- | --------------------- | ------ |
| 1991 | Alberto Mancini       | 22.°   |
| 1992 | Alberto Mancini       | 31.°   |
| 1993 | Jaime Yzaga           | 31.°   |
| 1994 | Jaime Yzaga           | 31.°   |
| 1995 | Marcelo Ríos          | 25.°   |
| 1996 | Marcelo Ríos          | 11.°   |
| 1997 | Marcelo Ríos          | 10.°   |
| 1998 | Marcelo Ríos          | 2.°    |
| 1999 | Gustavo Kuerten       | 5.°    |
| 2000 | Gustavo Kuerten       | 1.°    |
| 2001 | Gustavo Kuerten       | 2.°    |
| 2002 | David Nalbandian      | 12°    |
| 2003 | Guillermo Coria       | 5.°    |
| 2004 | Guillermo Coria       | 7.°    |
| 2005 | David Nalbandian      | 6.°    |
| 2006 | David Nalbandian      | 8.°    |
| 2007 | Fernando González     | 7.°    |
| 2008 | Juan Martín del Potro | 9.°    |

| Año  | Tenista               | Puesto |
| ---- | --------------------- | ------ |
| 2009 | Juan Martín del Potro | 5.°    |
| 2010 | Juan Mónaco           | 28.°   |
| 2011 | Juan Martín del Potro | 11.°   |
| 2012 | Juan Martín del Potro | 7.°    |
| 2013 | Juan Martín del Potro | 5.°    |
| 2014 | Leonardo Mayer        | 28.°   |
| 2015 | Leonardo Mayer        | 35.°   |
| 2016 | Pablo Cuevas          | 22.°   |
| 2017 | Juan Martín del Potro | 11.°   |
| 2018 | Juan Martín del Potro | 5.°    |
| 2019 | Diego Schwartzman     | 14.°   |
| 2020 | Diego Schwartzman     | 9.°    |
| 2021 | Diego Schwartzman     | 13.°   |
| 2022 | Diego Schwartzman     | 25.°   |
| 2023 | Nicolás Jarry         | 19.°   |
| 2024 | Alejandro Tabilo      | 23.°   |

| Posición | País      | Nº | Tenistas                        | Tenistas                      | Tenistas                         | Tenistas                      | Tenistas                             | Tenistas                      | Tenistas                      |
| -------- | --------- | -- | ------------------------------- | ----------------------------- | -------------------------------- | ----------------------------- | ------------------------------------ | ----------------------------- | ----------------------------- |
| 1        | Argentina | 12 | Guillermo Vilas José Luis Clerc | Alberto Mancini Martín Jaite  | David Nalbandian Guillermo Coria | Gastón Gaudio Guillermo Cañas | Mariano Puerta Juan Martín del Potro | Juan Mónaco Diego Schwartzman | Juan Mónaco Diego Schwartzman |
| 2        | Chile     | 3  | Marcelo Ríos Nicolás Massú      | Fernando González             | Fernando González                | Fernando González             | Fernando González                    | Fernando González             | Fernando González             |
| 3        | Ecuador   | 2  | Andrés Gómez Nicolás Lapentti   | Andrés Gómez Nicolás Lapentti | Andrés Gómez Nicolás Lapentti    | Andrés Gómez Nicolás Lapentti | Andrés Gómez Nicolás Lapentti        | Andrés Gómez Nicolás Lapentti | Andrés Gómez Nicolás Lapentti |
| 4        | México    | 1  | Raúl Ramírez                    | Raúl Ramírez                  | Raúl Ramírez                     | Raúl Ramírez                  | Raúl Ramírez                         | Raúl Ramírez                  | Raúl Ramírez                  |
| 4        | Paraguay  | 1  | Víctor Pecci                    | Víctor Pecci                  | Víctor Pecci                     | Víctor Pecci                  | Víctor Pecci                         | Víctor Pecci                  | Víctor Pecci                  |
| 4        | Brasil    | 1  | Gustavo Kuerten                 | Gustavo Kuerten               | Gustavo Kuerten                  | Gustavo Kuerten               | Gustavo Kuerten                      | Gustavo Kuerten               | Gustavo Kuerten               |

| Puesto | País                 | Top 5 | Top 10 | Top 20 | Top 50 | Top 100 |  |
| ------ | -------------------- | ----- | ------ | ------ | ------ | ------- |  |
| 1      | Argentina            | 6     | 12     | 20     | 41     | 67      |  |
| 2      | Chile                | 2     | 3      | 8      | 10     | 16      |  |
| 3      | Ecuador              | 1     | 2      | 2      | 3      | 5       |  |
| 4      | Brasil               | 1     | 1      | 1      | 12     | 12      |  |
| 5      | México               | 1     | 1      | 1      | 3      | 7       |  |
| 6      | Paraguay             |       | 1      | 1      | 2      | 3       |  |
| 7      | Uruguay              |       |        | 1      | 3      | 3       |  |
| 8      | Perú                 |       |        | 1      | 3      | 5       |  |
| 9      | Colombia             |       |        |        | 4      | 7       |  |
| 10     | Bolivia              |       |        |        | 1      | 2       |  |
| 11     | República Dominicana |       |        |        | 1      | 1       |  |
| 12     | Venezuela            |       |        |        |        | 2       |  |

| P   | Jugador                | Victorias | Derrotas | Enfrentamientos | Rendimiento |
| --- | ---------------------- | --------- | -------- | --------------- | ----------- |
| 1.  | Guillermo Vilas        | 951       | 297      | 1248            | 76,20%      |
| 2.  | Jaime Fillol           | 553       | 391      | 944             | 58,13%      |
| 3.  | Raúl Ramírez           | 546       | 267      | 813             | 67,2%       |
| 4.  | Andrés Gómez           | 531       | 273      | 804             | 66,04%      |
| 5.  | Juan Martín del Potro  | 439       | 174      | 613             | 71,62%      |
| 6.  | Marcelo Ríos           | 391       | 192      | 583             | 67,07%      |
| 7.  | David Nalbandian       | 383       | 192      | 575             | 66,6%       |
| 8.  | José Luis Clerc        | 378       | 152      | 530             | 71,32%      |
| 9.  | Fernando González      | 370       | 202      | 572             | 64,7%       |
| 10. | Víctor Pecci           | 365       | 249      | 614             | 59,4%       |
| 11. | Gustavo Kuerten        | 358       | 195      | 553             | 64,7%       |
| 12. | Juan Mónaco            | 342       | 271      | 613             | 55,8%       |
| 13. | Juan Ignacio Chela     | 326       | 277      | 603             | 54,1%       |
| 14. | Nicolás Lapentti       | 321       | 299      | 620             | 51,8%       |
| 15. | Martín Jaite           | 301       | 179      | 480             | 62,7%       |
| 16. | Gastón Gaudio          | 270       | 196      | 466             | 57,9%       |
| 17. | Jaime Yzaga            | 265       | 222      | 487             | 54,4%       |
| 18. | Nicolás Massú          | 257       | 238      | 495             | 51,9%       |
| 19. | Guillermo Cañas        | 252       | 195      | 447             | 56,4%       |
| 20. | Diego Schwartzman      | 251       | 226      | 477             | 52,7%       |
| 21. | Marcelo Filippini      | 244       | 250      | 494             | 49,4%       |
| 22. | Pablo Cuevas           | 242       | 224      | 466             | 51,9%       |
| 23. | Guillermo Pérez Roldán | 241       | 137      | 378             | 63,8%       |
| 24. | Thomaz Koch            | 228       | 165      | 393             | 58,0%       |
| 25. | Guillermo Coria        | 218       | 114      | 332             | 65,7%       |
| 26. | Agustín Calleri        | 209       | 187      | 396             | 52,8%       |
| 27. | Hans Gildemeister      | 207       | 150      | 357             | 58,0%       |
| 28. | Mariano Zabaleta       | 202       | 213      | 414             | 48,7%       |
| 29. | Fernando Meligeni      | 202       | 217      | 419             | 48,5%       |
| 30. | Diego Pérez            | 202       | 229      | 431             | 47,5%       |
| 31. | Thomaz Bellucci        | 200       | 218      | 418             | 47,9%       |
| 32. | José Acasuso           | 193       | 183      | 376             | 51,3%       |
| 33. | Luiz Mattar            | 191       | 178      | 369             | 51,8%       |
| 34. | Horacio de la Peña     | 190       | 180      | 370             | 51,3%       |
| 35. | Leonardo Mayer         | 179       | 197      | 376             | 47,6%       |
| 36. | Pablo Arraya           | 176       | 173      | 349             | 50,4%       |
| 37. | Santiago Giraldo       | 168       | 206      | 374             | 45,0%       |
| 38. | Ivan Molina            | 168       | 207      | 375             | 44,8%       |
| 39. | Federico Delbonis      | 164       | 200      | 364             | 45,1%       |
| 40. | Javier Frana           | 163       | 158      | 321             | 50,8%       |
| 41. | Patricio Cornejo       | 159       | 220      | 379             | 41,9%       |
| 42. | Franco Squillari       | 155       | 165      | 320             | 48,4%       |
| 43. | Franco Davín           | 153       | 155      | 308             | 49,7%       |
| 44. | Alberto Mancini        | 148       | 125      | 273             | 54,2%       |
| 45. | Carlos Kirmayr         | 141       | 166      | 307             | 45,9%       |
| 46. | Luis Horna             | 140       | 146      | 286             | 49,0%       |
| 47. | Ricardo Cano           | 138       | 151      | 289             | 47,8%       |
| 48. | Carlos Berlocq         | 134       | 193      | 327             | 41%         |
| 49. | Francisco Cerúndolo    | 133       | 105      | 238             | 55,6%       |
| 50. | Cristian Garín         | 133       | 126      | 259             | 51,7%       |

| P   | Jugador             | Victorias | Derrotas | Enfrentamientos | Rendimiento |
| --- | ------------------- | --------- | -------- | --------------- | ----------- |
| 1.  | Francisco Cerúndolo | 133       | 105      | 238             | 55,6%       |
| 2.  | Christian Garín     | 133       | 126      | 259             | 51,7%       |
| 3.  | Nicolás Jarry       | 123       | 125      | 248             | 49,6%       |
| 4.  | Sebastián Báez      | 105       | 101      | 206             | 51,0%       |
| 5.  | Thiago Monteiro     | 94        | 137      | 231             | 40,9%       |
| 6.  | Tomás Etcheverry    | 77        | 89       | 156             | 46,7%       |
| 7.  | Alejandro Tabilo    | 62        | 66       | 128             | 48,4%       |
| 8.  | Federico Coria      | 56        | 78       | 133             | 41,8%       |
| 9.  | Daniel Galán        | 53        | 76       | 125             | 41,1%       |
| 10. | Facundo Bagnis      | 44        | 87       | 131             | 33,6%       |

| P   | Jugador               | Victorias |
| --- | --------------------- | --------- |
| 1.  | Guillermo Vilas       | 139       |
| 2.  | Juan Martín del Potro | 97        |
| 3.  | David Nalbandian      | 86        |
| 4.  | Fernando González     | 74        |
| 5.  | Gustavo Kuerten       | 65        |
| 6.  | Andrés Gómez          | 61        |
| 7.  | Raúl Ramírez          | 60        |
| 8.  | Diego Schwartzman     | 59        |
| 9.  | Marcelo Ríos          | 51        |
| 10. | Jaime Fillol          | 50        |

| P   | Jugador               | Victorias |
| --- | --------------------- | --------- |
| 1.  | David Nalbandian      | 113       |
| 2.  | Gustavo Kuerten       | 109       |
| 3.  | Juan Martín del Potro | 107       |
| 4.  | Marcelo Ríos          | 105       |
| 5.  | Fernando González     | 86        |
| 6.  | Juan Mónaco           | 80        |
| 7.  | Juan Ignacio Chela    | 72        |
| 8.  | Guillermo Coria       | 72        |
| 9.  | Nicolas Lapentti      | 67        |
| 10. | Gastón Gaudio         | 62        |

| #   | Jugador                | Títulos |
| --- | ---------------------- | ------- |
| 1.  | Guillermo Vilas        | 62      |
| 2.  | José Luis Clerc        | 25      |
| 3.  | Juan Martín del Potro  | 22      |
| 4.  | Andrés Gómez           | 21      |
| 5.  | Gustavo Kuerten        | 20      |
| 6.  | Raúl Ramírez           | 19      |
| 7.  | Marcelo Ríos           | 18      |
| 8.  | Martín Jaite           | 12      |
| 9.  | David Nalbandián       | 11      |
|     | Fernando González      | 11      |
| 11. | Víctor Pecci           | 10      |
| 12. | Guillermo Pérez Roldán | 9       |
|     | Guillermo Coria        | 9       |
|     | Juan Mónaco            | 9       |
| 15. | Jaime Fillol           | 8       |
|     | Jaime Yzaga            | 8       |
|     | Gastón Gaudio          | 8       |
| 18. | Luiz Mattar            | 7       |
|     | Guillermo Cañas        | 7       |
|     | Sebastián Báez         | 7       |
| 21. | Thomaz Koch            | 6       |
|     | Nicolás Massú          | 6       |
|     | Juan Ignacio Chela     | 6       |
|     | Pablo Cuevas           | 6       |
| 25. | Marcelo Filippini      | 5       |
|     | Nicolás Lapentti       | 5       |
|     | Christian Garín        | 5       |

|     | Tenista               | Total | Grand Slam | Torneo de Maestros* | Masters 1000** | JJ. OO.*** |
| --- | --------------------- | ----- | ---------- | ------------------- | -------------- | ---------- |
| 1.  | Gustavo Kuerten       | 9     | 3          | 1                   | 5              | 0          |
| 2.  | Guillermo Vilas       | 8     | 4          | 1                   | 3              | 0          |
| 3.  | Marcelo Ríos          | 6     | 0          | 1                   | 5              | 0          |
| 4.  | Andrés Gómez          | 3     | 1          | 0                   | 2              | 0          |
|     | David Nalbandián      | 3     | 0          | 1                   | 2              | 0          |
|     | José Luis Clerc       | 3     | 0          | 0                   | 3              | 0          |
| 7.  | Juan Martin Del Potro | 2     | 1          | 0                   | 1              | 0          |
|     | Raul Ramirez          | 2     | 0          | 0                   | 2              | 0          |
|     | Alberto Mancini       | 2     | 0          | 0                   | 2              | 0          |
|     | Guillermo Coria       | 2     | 0          | 0                   | 2              | 0          |
| 11. | Gastón Gaudio         | 1     | 1          | 0                   | 0              | 0          |
|     | Guillermo Cañas       | 1     | 0          | 0                   | 1              | 0          |
|     | Nicolás Massú         | 1     | 0          | 0                   | 0              | 1          |

|               |
| Marcelo Rios. |

|                  |
| Gustavo Kuerten. |

|                  |
| Guillermo Vilas. |

|                   |
| David Nalbandian. |

|                  |
| Guillermo Coria. |

|                        |
| Juan Martín del Potro. |

|               |
| Raúl Ramírez. |

|                  |
| José Luis Clerc. |

|               |
| Andrés Gómez. |

|                |
| Gastón Gaudio. |

|                    |
| Fernando González. |

|               |
| Marcelo Rios. |

|                  |
| Gustavo Kuerten. |

|                  |
| Guillermo Vilas. |

|                   |
| David Nalbandian. |

|                  |
| Guillermo Coria. |

|                        |
| Juan Martín del Potro. |

|               |
| Raúl Ramírez. |

|                  |
| José Luis Clerc. |

|               |
| Andrés Gómez. |

|                |
| Gastón Gaudio. |

|                    |
| Fernando González. |